# Прапор Полонського району
Прапор Полонського району — офіційний символ Полонського району Хмельницької області України, затверджений рішенням сесії районної ради.

## Опис
Прапор району являє собою прямокутне полотнище із співвідношенням сторін 1: 2. Прапор поділений по горизонталі на дві частини у співвідношенні 4:1. Верхня, більша частина — малинового кольору, в центрі якої розміщене коло з вихідними лініями. Менша, нижня частина — синьо-блакитна.